# Antonín Reicha
Antonín Reicha (Praga, 26 febbraio 1770 – Parigi, 28 maggio 1836) è stato un compositore ceco.

## Biografia
Formatosi alla Cappella di Bonn per interessamento dello zio Josef Reicha, che dal 1785 divenne Konzertmeister in sostituzione di Gaetano Mattioli, suonava il flauto nell'orchestra di corte, ove poté conoscere anche Andrea Luca Luchesi, Christian Gottlob Neefe e Ludwig van Beethoven, suo coetaneo.
Riconosciuto e apprezzato didatta, si stabilì al Conservatorio di Parigi dove divenne insegnante di Armonia e Contrappunto. Tra i suoi allievi si ricordano Franz Liszt, Hector Berlioz, George Onslow, Henry Vieuxtemps, César Franck.
Nella corposa produzione musicale del compositore ceco si ricordano in particolar modo i quintetti di fiati (opp. 88, 91, 99 e 100): un totale di 24 quintetti più uno senza numero d'opera che rappresentano uno straordinario omaggio a questa formazione e un esempio di grande fantasia, abilità compositiva e melodica, sfruttamento efficace dei timbri e delle possibilità tecniche dei cinque strumenti.
Tuttavia Antonín Reicha si dimostrò compositore abile in tutti i generi musicali, dallo strumentale al sacro (come dimostra l'ampio catalogo in parte inedito delle sue opere) e molto aperto a visioni innovative. Va segnalata almeno la Cantata drammatica per soli, coro e orchestra Lenore (1805-06), nella quale si evidenziano effetti strumentali decisamente avanzati e che non mancheranno di influenzare la generazione romantica.
Antonìn Reicha fu autore di importanti trattati di Composizione, molto usati nell'Ottocento ed in particolar modo nel primo Novecento, frutto della sua lunga esperienza didattica. Fra i più importanti, senza dubbio vale la pena di menzionare il Trattato di Armonia (titolo originale: "Corso di Composizione Musicale, ossia Trattato completo e ragionato di Armonia pratica") e il Trattato di Melodia (titolo originale: "Trattato di Melodia, astrazione fatta dei suoi rapporti con l'Armonia; seguito da un Supplemento sull'arte d'accompagnare la Melodia per mezzo dell'Armonia quando la prima deve predominare"), tradotti per noi il primo da Luigi Felice Rossi all'inizio del Novecento, e il secondo nel 2016 da Lorenzo M. A. Giorgi. Tra i suoi allievi annoveriamo il musicista francese Johann Georg Kastner.

## Opere
Fra le opere più significative sotto il profilo teorico e didattico, vanno citati:
- Practische Beispiele: ein Beitrag zur Geistescultur des Tonsetzers ... begleitet mit philosophisch-practischen Anmerkungen (1803), un'opera didattica che comprende 25 pezzi a prima vista di alta difficoltà, alcuni dei quali furono pubblicati, separatamente o riuniti in collezione, in tempi posteriori, come, ad esempio, le 36 fughe. Gli esercizi sono ripartiti in tre gruppi: uno per la poliritmia, uno per la politonalità, infine uno che richiede la lettura a quattro pentagrammi e del setticlavio.
- Trattato di Melodia (Parigi, 1814), sull'arte melodica, tradotto in tedesco dallo Czerny, in italiano dalla Ricordi all'inizio del secolo XIX.
- Corso di Composizione musicale, o trattato completo e ragionato di Armonia pratica (1818), sull'arte armonica, tradotto in tedesco dallo Czerny e in italiano da L. F. Rossi.
- Trattato di Alta Composizione musicale (2 volumi, 1824–1826), tradotto in tedesco dallo Czerny. In questo trattato, il Reicha, oramai compositore espertissimo, esprime le sue idee più originali, come l'uso dei quarti di tono e della musica popolare (entrambi i temi furono già annunciati nel Trattato di Melodia). Esprime inoltre con originalità un semplice principio per la risoluzione per eccezione degli accordi dissonanti, riportando a una semplice legge un fenomeno che fino ad allora era parso mistero per gli armonisti; l'importanza di quest'articolo è tale, che si è deciso in più occasioni di pubblicarlo perfino come opera a sé stante.
- L'arte del compositore drammatico (4 volumi, 1833), sul genere operistico. Descrive con intelligenza e profondità le maniere di cantare a teatro in uso a quei tempi, e fornisce esempi tratti dalle proprie opere.

Esistono poi numerose sue opere minori. Fra queste: un metodo originale per la Fuga, Über das neue Fugensystem (pubblicato come prefazione all'edizione del 1805 delle 36 fughe); Sulla Musica come arte puramente sentimentale; Piccolo trattato di Armonia pratica a due parti (che completa concettualmente il Trattato di Armonia pratica del 1818, ove ad esso si fa spesso riferimento, ma che fu pubblicato nel 1814); numerosi articoli e una poesia dedicata a J. Haydn (A Joseph Haydn), in prefazione delle 36 fughe.